# Nano (文字編輯器)
nano是Unix和类Unix系统中的一个文本编辑器，是Pico的複製品（clone）。nano的目标是类似Pico的全功能但又易于使用的编辑器。nano是遵守GNU通用公共许可证的自由软件，自从2.0.7版发布，许可证从GPLv2升级到GPLv3。

## 历史
nano最早在1999年由Chris Allegretta发布，名字叫TIP（TIP isn't Pico，TIP不是Pico）。因为Pico和Pine都不是自由软件，他想要做一个自由软件来代替Pico。2000年1月10日，此软件正式改名为nano，目的是为了不和Unix的命令tip混淆。nano这个名字来自于国际单位制词头nano（10-9，大陆翻译为“纳”，台湾翻译为“奈”，如“纳米”或“奈米”），意思是nano是pico（pico也是国际单位制的词头，是10-12，翻译为“皮”，如“皮米”）的一千倍。2001年2月，nano成为GNU计划的一部分。
后来，nano增加了一些Pico所没有的功能，比如支持彩色的文本（语法高亮）、正则表达式搜索和替换、平滑滚动、支持多个缓冲区。
2003年8月11日Chris Allegretta将nano的开发版的维护工作交给了David Lawrence Ramsey。2007年12月20日，David Lawrence Ramsey正式从维护者行列退休。

## 控制键
nano，像Pico一样，是面向键盘的，它通过Control键来控制。比如Ctrl+O保存当前文件；Ctrl+W进入搜索菜单。nano在屏幕底部显示两行快捷键，列出了当前状态下能用的命令。如果要查看完整的列表，可以按Ctrl+G进入帮助屏幕。
与Pico不同的是，nano使用meta键来启用/禁用它的功能。比如，Meta+S用来启用/禁用平滑滚动模式。几乎所有可以通过命令行开启的功能都可以像这样动态地打开或关闭。在没有meta键的键盘上，它通常被映射到退出键Esc。为了模拟Meta+S，必须先按下Esc键，然后松开它，按下S键。
nano同时支持用鼠标点击屏幕下方的快捷键来操作。